# Lacul de acumulare Taraclia
Lacul Taraclia este un lac de acumulare situat la 5 km nord-vest de orașul Taraclia, în sudul Republicii Moldova. Este al treilea și cel mai mare lac artificial de-a lungul râului Ialpug. 
Lacul de acumulare ocupă părți din teritoriul raionului Taraclia și al unității administrativ-teritorialea Găgăuzia. Cu o suprafață de cca. 1500 ha, are o capacitate de peste 60 milioane m3. Barajul are peste 2 km lungime, iar peste el trece un drum cu patru benzi.
Construcția barajului a început în 1978. A fost umplut cu apă în 1982, iar deschiderea oficială a avut loc la 29 septembrie 1984. Lacul fost construit pentru a furniza apă de irigare pentru partea de sud a RSS Moldovenești. În zilele noastre, din cauza debitului scăzut al râului Ialpug, lacul este umplut cu precădere cu apa Dunării prin estuarul limanului Ialpug din regiunea Odesa, Ucraina.
Astăzi, barajul nu își atinge scopul pentru care a fost creat. Din cauza debitului redus al Ialpugului, acesta nu își umple volumul necesar, salinitatea apei crește, iar acest lucru creează o problemă ecologică în zonă, stocurile de pești sunt în scădere și păsările de apă migrează.